# Wsiewołod Włodzimierzowicz
Wsiewołod (zm. 1015) – książę włodzimiersko-wołyński z dynastii Rurykowiczów. Syn Włodzimierza I Wielkiego, wielkiego księcia kijowskiego, i Rognedy, księżniczki połockiej.